# Alexander Melinz

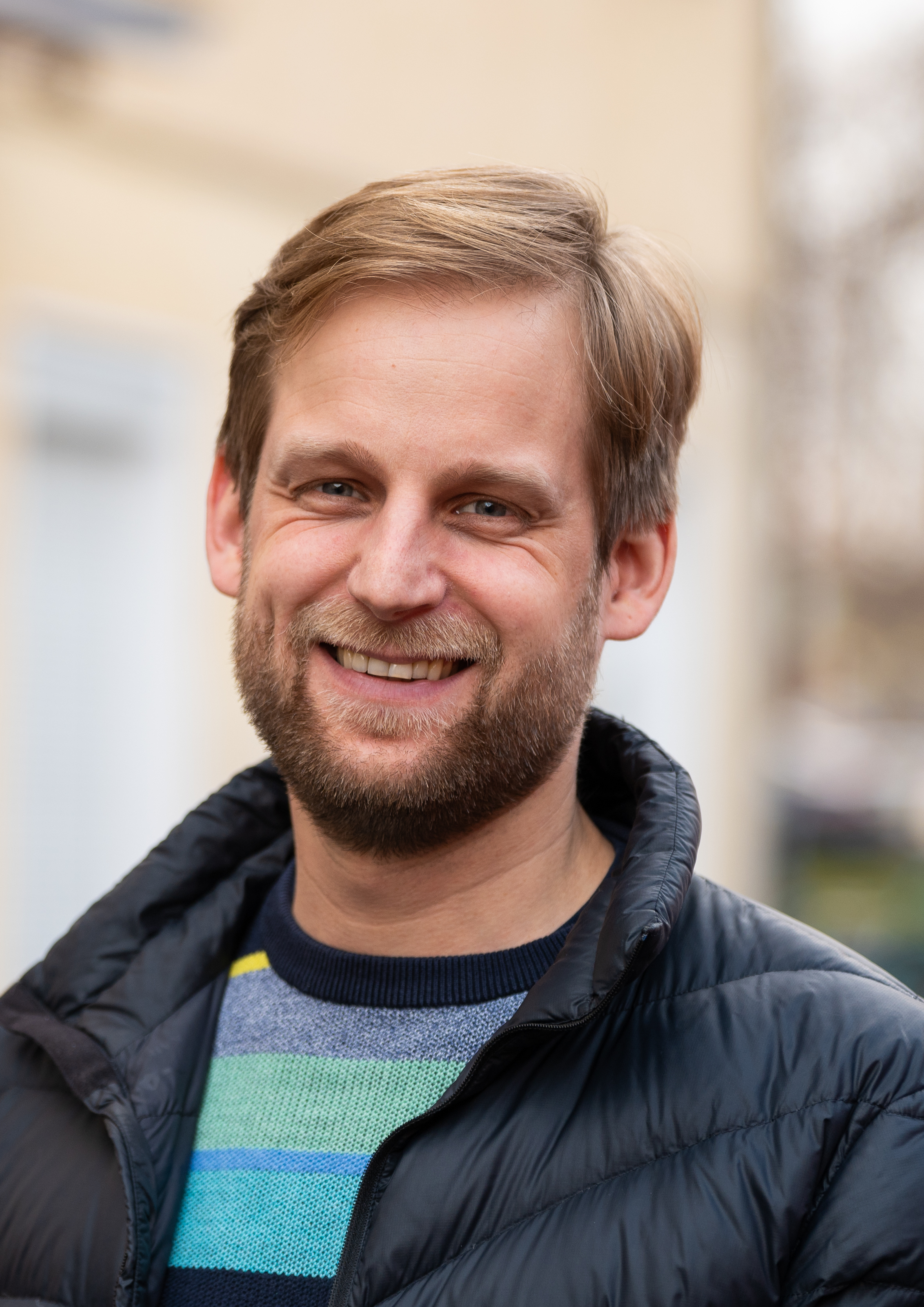
Alexander Melinz (2024)

Alexander Melinz (* 13. April 1989) ist ein österreichischer Politiker der Kommunistischen Partei Österreichs (KPÖ). Seit dem 18. Dezember 2024 ist er Abgeordneter zum Landtag Steiermark und seit dem 12. Juli 2025 Landesvorsitzender der KPÖ Steiermark.

## Leben
Alexander Melinz studierte Germanistik und Geschichte an der Universität Graz, das Studium schloss er mit dem Bakkalaureat ab. 2015 war er Spitzenkandidat des Kommunistischen Studierendenverbandes KSV-KJÖ bei der Wahl der Österreichischen Hochschülerinnen- und Hochschülerschaft für die Universität Graz. Bei der Arbeiterkammerwahl 2019 kandidierte er für den Gewerkschaftlichen Linksblock (GLB). Im Grazer Stadtbezirk Lend ist er Mitglied der Bezirksvertretung.
Für die Landtagswahl in der Steiermark 2024 verzichtete Werner Murgg auf eine Kandidatur, seinen Listenplatz nahm Alexander Melinz ein. Am 18. Dezember 2024 wurde Melinz zu Beginn der XIX. Gesetzgebungsperiode als Abgeordneter zum Landtag Steiermark angelobt. Am 12. Juli 2025 wurde er am Landesparteitag der KPÖ Steiermark mit 97 Prozent der Stimmen zum Landesvorsitzenden gewählt. 2023 hatte diese Funktion Robert Krotzer interimistisch von Claudia Klimt-Weithaler übernommen.